# Чери Апрано (Латина)
Чери Апрано је насеље у Италији у округу Латина, региону Лацио.
Према процени из 2011. у насељу је живело 512 становника. Насеље се налази на надморској висини од 15 м.